# Tipula (Microtipula) scaphula
Tipula (Microtipula) scaphula is een tweevleugelige uit de familie langpootmuggen (Tipulidae). De soort komt voor in het Neotropisch gebied.